# Szonggan
Szonggan (hangul: 성간군, Szonggan-kun, handzsa: 城干郡, RR: Sŏnggan-kun, ’erődpajzs’) megye Észak-Koreában, Csagang (Chagang) tartományban.
1952-ben hozták létre Csoncshon (Chŏnch'ŏn) és Csanggang (Changgang) megyék egyes falvaiból.

## Földrajza
Északkeletről Csanggang (Changgang) megye, északról Kanggje (Kanggye) városa, nyugatról Üvon (Wiwŏn) megye, délnyugatról Csoncshon (Chŏnch'ŏn), délről Rjongnim (Ryongrim), keletről Rangnim (Rangrim) megyék határolják.
Legmagasabb pontja a 2217 méter magas Mengbuszan (맹부산; 猛扶山, Maengbusan).

## Közigazgatása
1 községből (up (ŭp)), 9 faluból (ri (ri)) és 5 munkásnegyedből (rodongdzsagu (rodongjagu)) áll:
| - Szonggan-up (성간읍; 城干邑, Sŏnggan-ŭp) - Kvangmjong-ri (광명리; 光明里, Kwangmyŏng-ri) - Muszon-ri (무선리; 舞仙里, Musŏn-ri) - Mucshe-ri (무채리; 茂菜里, Much'ae-ri) - Pegam-ri (백암리; 白岩里, Paegam-ri) - Pekcsa-ri (백자리; 栢子里, Paekcha-ri) - Pudzsi-ri (부지리; 富只里, Puji-ri) - Puk-ri (북리; 北里, Puk-ri) | - Sincshong-ri (신청리; 新淸里, Sinch'ŏng-ri) - Öszo-ri (외서리; 外西里, Oesŏ-ri) - Tongszan-rodongdzsagu (동산로동자구; 東山勞動者區, Tongsan-rodongjagu) - Szongnjong-rodongdzsagu (성룡로동자구; 城龍勞動者區, Sŏngryong-rodongjagu) - Szongha-rodongdzsagu (성하로동자구; 城河勞動者區, Sŏngha-rodongjagu) - Ödzsung-rodongdzsagu (외중로동자구; 外仲勞動者區, Oejung-rodongjagu) - Cshangphjong-rodongdzsagu (창평로동자구; 倉坪勞動者區, Ch'angp'yŏng-rodongjagu) |

## Gazdaság
Szonggan (Sŏnggan) megye gazdasága ruhaiparra, élelmiszeriparra és gépiparra épül.

## Oktatás
Szonggan (Sŏnggan) megye ismeretlen számú iskolának ad otthont. Saját könyvtárral is rendelkezik.

## Egészségügy
A megye kb. 20 egészségügyi intézménnyel rendelkezik, köztük saját kórházzal.

## Közlekedés
A megye közutakon Phenjan (P'yŏngyang) és Kanggje (Kanggye) felől közelíthető meg.